# Нова Брикуля
Нова́ Брику́ля — село в Україні, у Микулинецькій селищній громаді Тернопільського району Тернопільської області. До 2020 року у складі Хмелівської сільської ради.
Населення — 286 осіб (2005).
Село розташоване в «Панталиському степу».

## Історія
Відоме від 2-ї половини XVII ст.
За Австрійської влади в селі була однокласова школа з українською мовою навчання. ЇЇ було зруйновано під час Першої Світової Війни, проте 1921 року відбудовано і новим сільським вчителем став Скорупський Микола.
1922 року в Нових Брикулях було збудовано каплицю, де періодично відправлялася Служба Божа, проте загалом село належало до Хмелівської парафії.
Від 1920-х діяли «Просвіта», від 1930-х — «Сільський господар», споживча кооперація та інші товариства.
При читальні «Просвіти» були аматорський драматичний гурток, мандолінська оркестра (керівник Я. Берестянський).
1 серпня 1934 року внаслідок адміністративної реформи село включено до новоствореної у Теребовлянському повіті об'єднаної сільської гміни Дарахів.

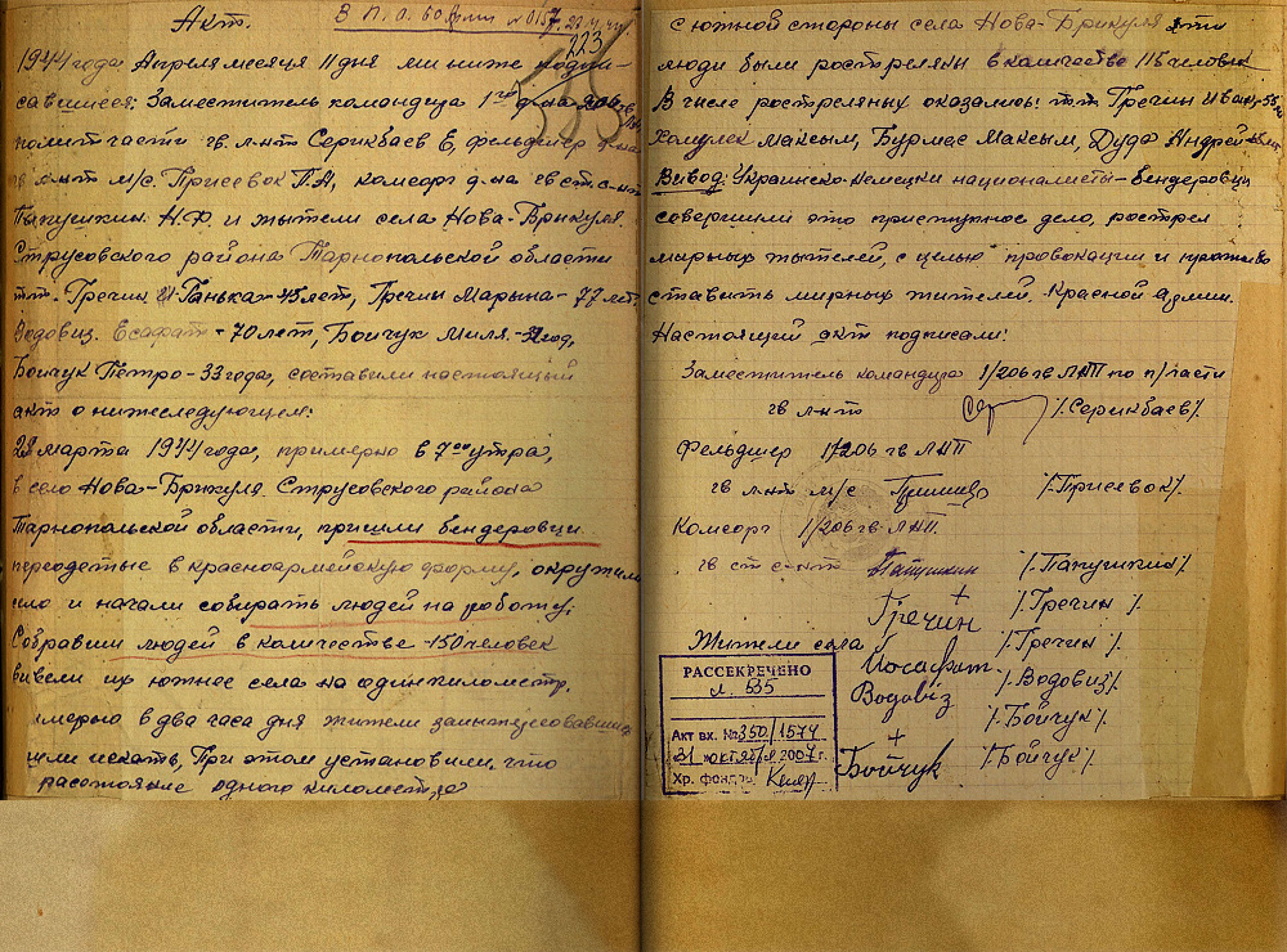
Акт про розстріл мешканців села Нова Брикуля

У ніч на 27 березня 1944 невелика група радянських вояків оточила село і провела каральну акцію, внаслідок якої було спалено частину села і розстріляно 104 особи. Вони заходили у дім націоналістів та просили допомогти витягнути машину з рову. В такий хитрий спосіб виводили чоловіків з дому. Були серед вояків і поляки. Хто намагався втекти — доганяли, вбивали, а дім підпалювали. У радянському акті комісії 1 дивізіону більшовики записали, що це скоїли переодягнені бійці УПА. Щоб приховати свої звірства на окупованій території, окупанти фальсифікували факти,писали брехливі акти, перекладаючи вину на постраждалих українців. Як переказували свідки, їх під дулом автомата примушували підписувати сфальсифіковані протоколи .
Проте історичні дані про початок створення загонів УПА на теренах Тернопільщини свідчать, що у середині березня 1944 р. підступив фронт та озброєні більшовики і загони НКВД робили облави на місцеве населення для мобілізації на фронт. Жителі, а особливо молодь, відмовлялися, тікали якомога далі від фронту у ліси і переховувались від мобілізації. Бійці УПА влітку 1944р. тільки почали організовуватись у загони і провадити військовий вишкіл для боротьби з більшовицькими окупантами далеко у лісах, і не мали жодних причин убивати масово своїх земляків.[ http://diasporiana.org.ua/wp-content/uploads/books/11500/file.pdf [Архівовано 16 серпня 2016 у Wayback Machine.]. Літопис Української Повстанської Армії т. 11: Тернопільщина: список упавших героїв Української Революції в боротьбі з московсько-більшовицьким окупантом за час від 13. 3. 1944 р. до 31. 12. 1948 р., ст. ХІ, ХІІ]  Проте поліційні війська НКВД безжалісно знищували місцеве населення, яке створювало навіть найменший супротив більшовицькому окупаційному режиму. Задокументовано свідчення українців в численних літописах того часу і часописах. [ Літопис УПА, том 1-51: Тернопільщина. т. 49, 50 “Вісті з Терену” та “Вістки з Тернопільщини”. Книга перша 1943 – 1950  http://diasporiana.org.ua/wp-content/uploads/books/12873/file.pdf [Архівовано 16 серпня 2016 у Wayback Machine.]] Щоб приховати свої звірства на окупованій території, більшовики писали брехливі акти, перекладаючи вину на постраждалих.
12 червня 2020 року, відповідно до розпорядження Кабінету Міністрів України № 724-р «Про визначення адміністративних центрів та затвердження територій територіальних громад Тернопільської області» увійшло до складу  Микулинецької селищної громади.
19 липня 2020 року, в результаті адміністративно-територіальної реформи та ліквідації Теребовлянського району, село увійшло до складу Тернопільського району.

## Політика

### Парламентські вибори, 2019
На позачергових парламентських виборах 2019 року у селі функціонувала окрема виборча дільниця № 610878, розташована у приміщенні фельдшерсько-акушерського пункту.
Результати
- зареєстровано 163 виборці, явка 57,06%, найбільше голосів віддано за Всеукраїнське об'єднання «Батьківщина» — 30,11%, за Слугу народу — 18,28%, за «Голос» — 12,90%.[6] В одномандатному окрузі найбільше голосів отримав Микола Люшняк (самовисування) — 47,83%, за Володимира Бліхаря (Всеукраїнське об'єднання «Батьківщина») — 15,22%, за Ігоря Сопеля (Слуга народу) — 10,87%[7].

## Населення

### Мова
Розподіл населення за рідною мовою за даними перепису 2001 року:
| Мова       | Кількість | Відсоток |
| ---------- | --------- | -------- |
| українська | 300       | 100%     |

## Пам'ятки
Є церква Покрови Пресвятої Богородиці (1989, кам'яна; перебудована з каплиці 1922), кам'яний хрест на честь скасування панщини, «фігури» (1890, на місці, де був цвинтар вояків австрійської армії; 1921, на честь щасливого повернення з війни).
Споруджено 2 символічні могили: Борцям за волю України та на місці розстрілу жителів села, встановлено 3 пам'ятні хрести, у тому числі на місці перепоховання жертв каральної акції (всі — 1991).

## Соціальна сфера
Працює бібліотека.

## Відомі люди
- У Новій Брикулі народилася літераторка, краєзнавець Ірина Дем'янова.
- 1889–1890 перебував М. Іванців, записав тут пісні та коломийки.

## Галерея

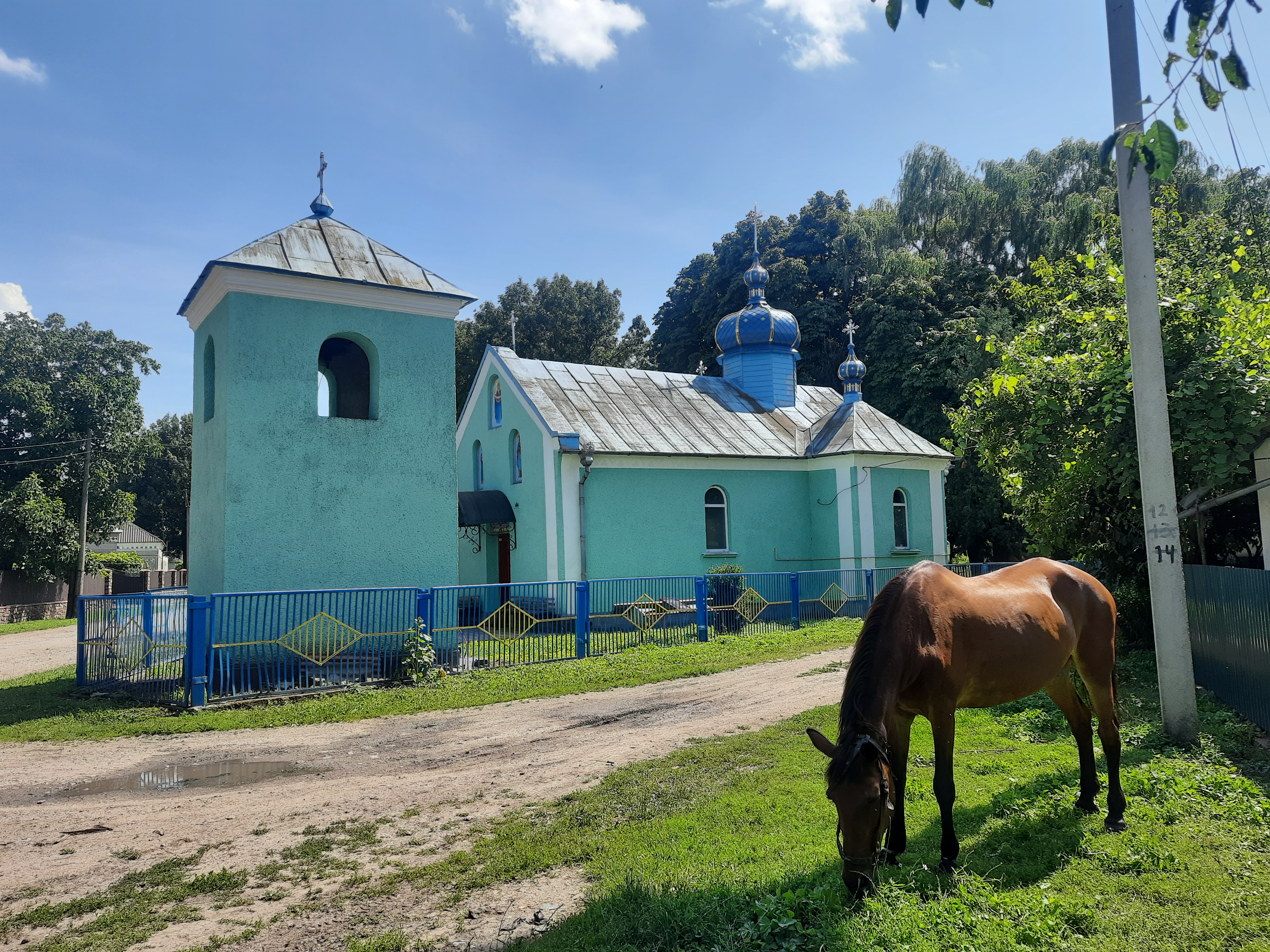
Церква Святої Покрови.
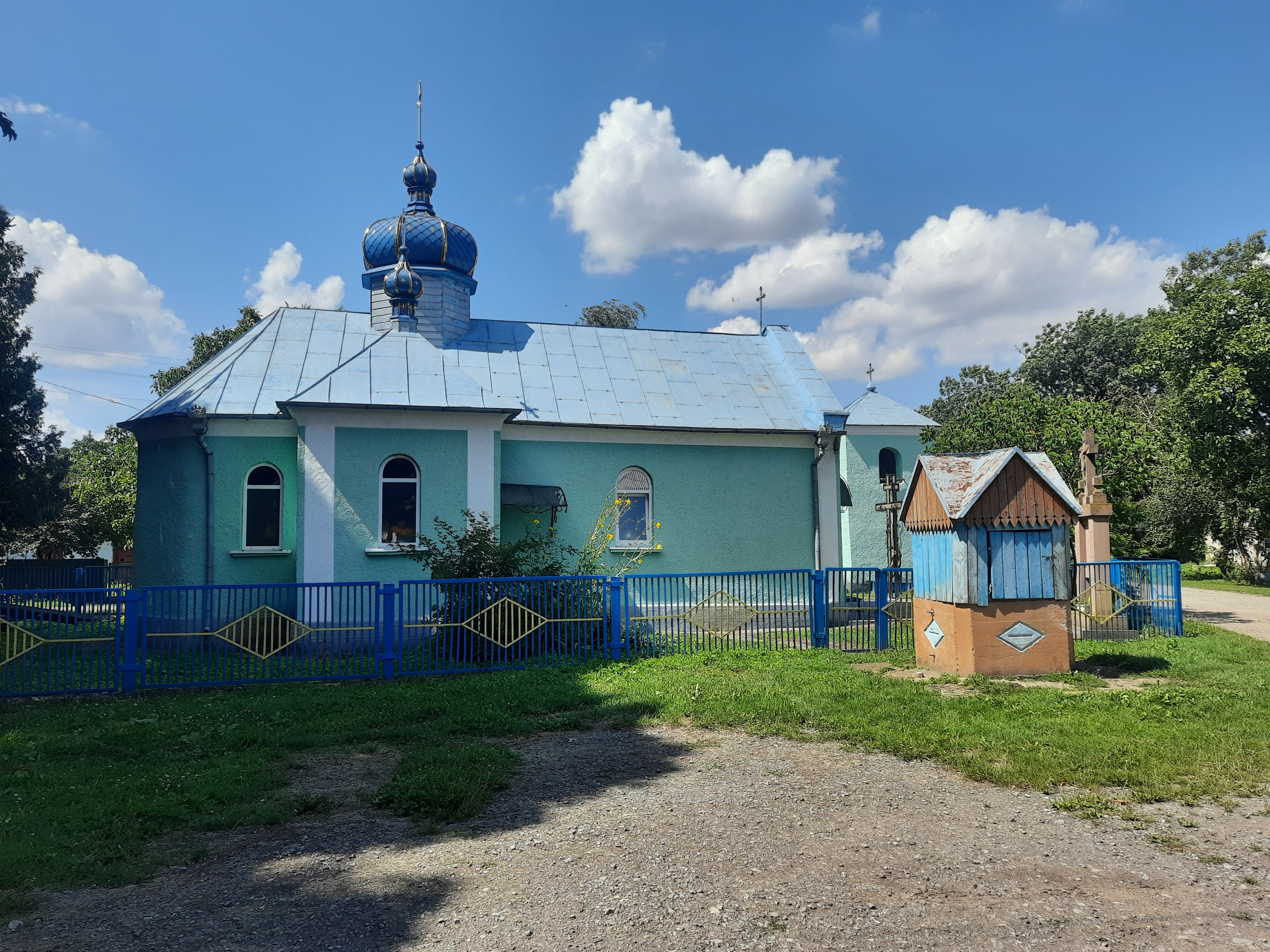
Церква Святої Покрови
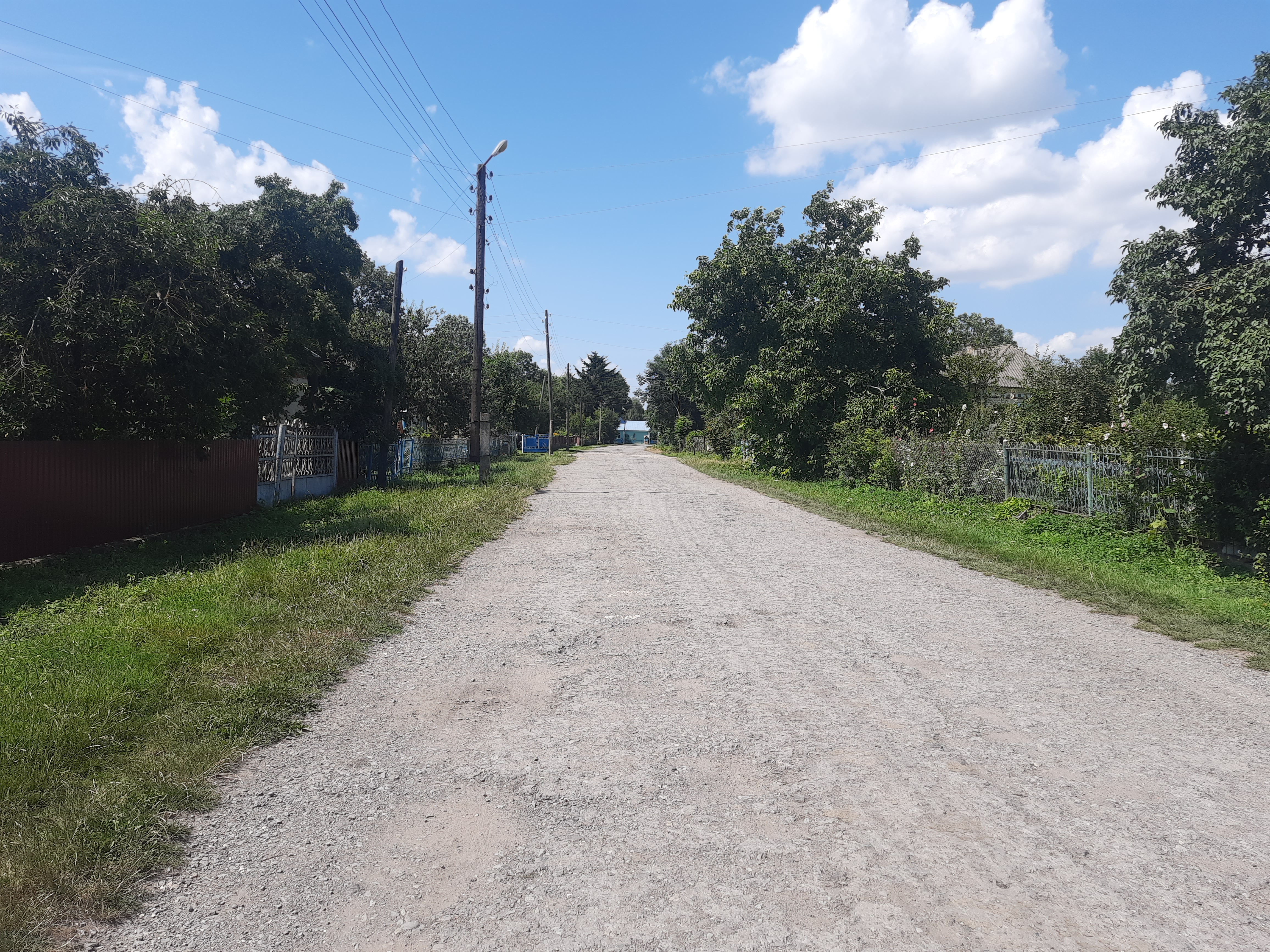
Сільська дорога
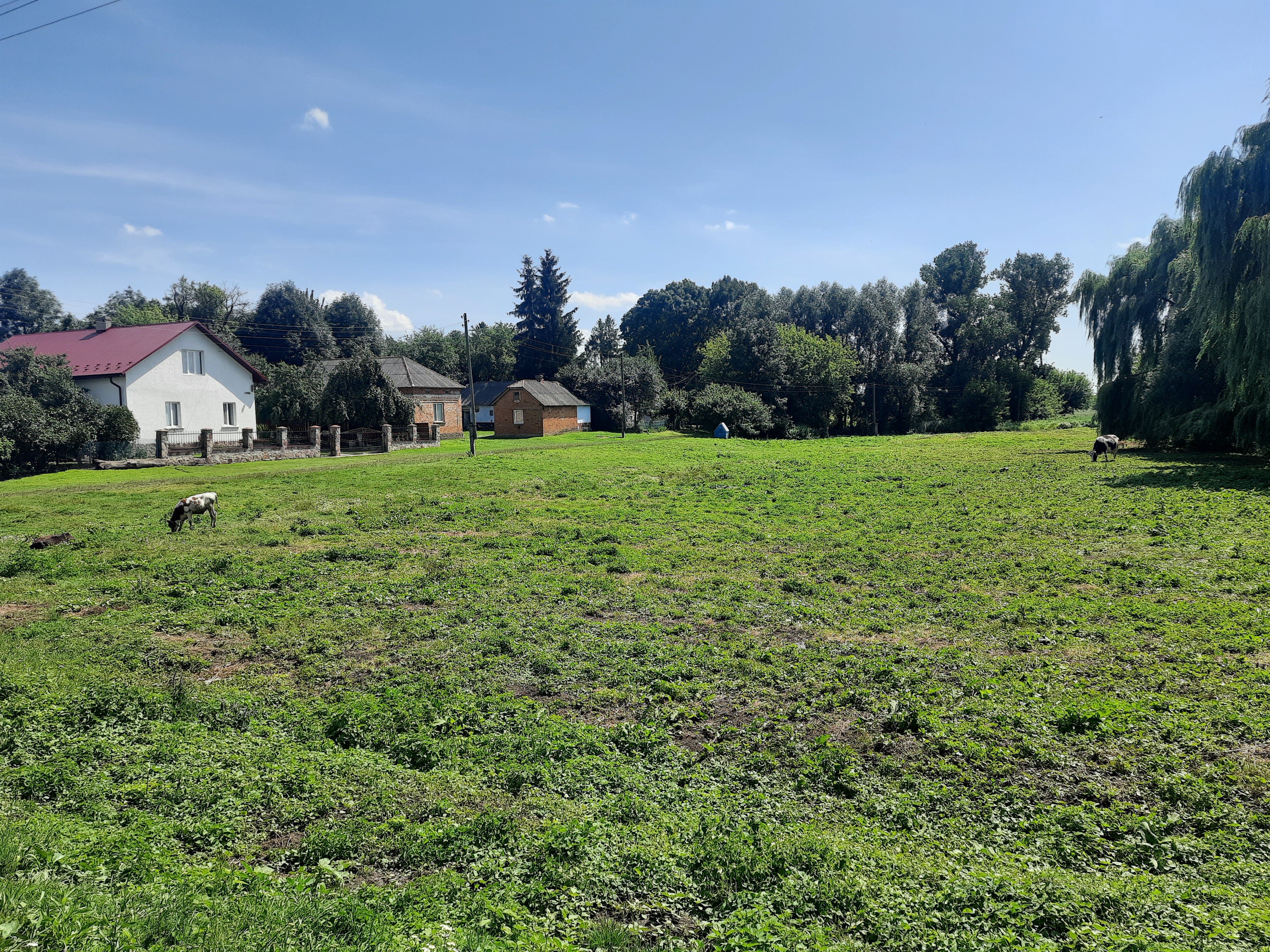
Сільський краєвид
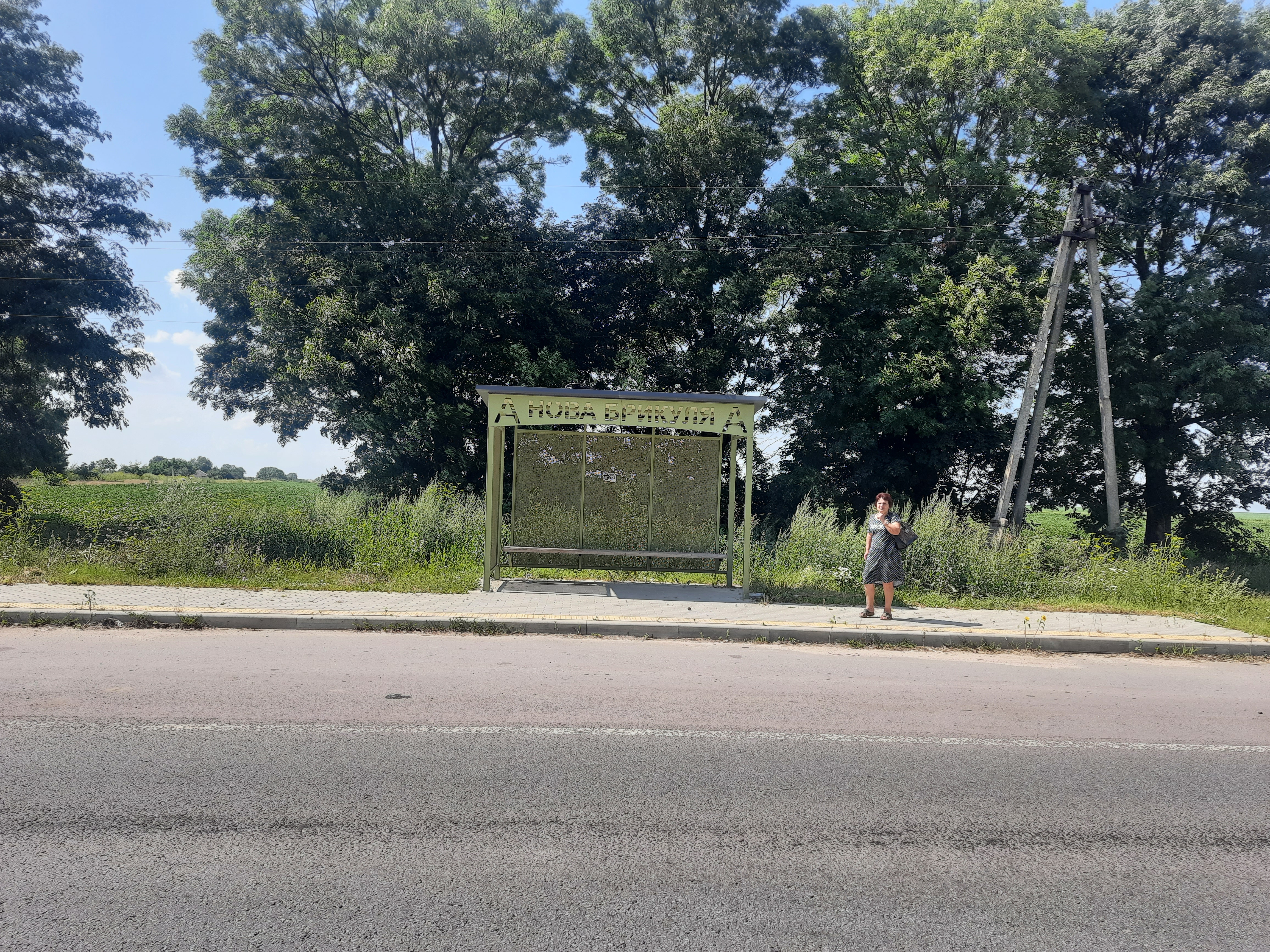
Автобусна зупинка